# Liste der Monuments historiques in Saint-Xandre
Die Liste der Monuments historiques in Saint-Xandre führt die Monuments historiques in der französischen Gemeinde Saint-Xandre auf.

## Liste der Bauwerke
| Bezeichnung           | Beschreibung            | Standort                 | Kennzeichnung | Schutzstatus | Datum | Bild |
| --------------------- | ----------------------- | ------------------------ | ------------- | ------------ | ----- | ---- |
| Château de la Sauzaie | Schloss, erbaut um 1800 | 4, rue du Château (Lage) | PA17000016    | Inscrit      | 1997  |      |

## Liste der Objekte

### Kirche St-Candide
| Bezeichnung                         | Beschreibung                                                                            | Standort | Kennzeichnung | Schutzstatus | Datum | Bild |
| ----------------------------------- | --------------------------------------------------------------------------------------- | -------- | ------------- | ------------ | ----- | ---- |
| Ensemble aus Hochaltar und Kruzifix | umfasst PM17000999 und PM17001000                                                       | (Lage)   | PM17000998    | Inscrit      | 1978  |      |
| Retabel und Wandverkleidung         | Retabel des Hochaltars und Wandverkleidung des Chorraums; Holz, 18. und 19. Jahrhundert | (Lage)   | PM17000999    | Inscrit      | 1978  |      |
| Skulptur Kruzifix                   | Holz, 18. und 19. Jahrhundert                                                           | (Lage)   | PM17001000    | Inscrit      | 1978  |      |